# محمد الهلباوي
الشيخ محمد الهلباوي (9 فبراير 1946 - 15 يونيو 2013) قارئ قرآن ومنشد ديني مصري. من مواليد حي باب الشعرية بمحافظة القاهرة وتعود أصوله إلى محافظة القليوبية، وتربى في كنف الأزهر الشريف وتخرج ليسجل نفسه بالإذاعة سنة 1978 كمنشد ديني. درس الهلباوي الموسيقى في القسم الحر بمعهد الموسيقى العربية، حتى أصبح مدرسًا لمادتي في التجويد وفن الإنشاد والمقامات الموسيقية في مركز الحفني للدراسات الموسيقية، من أشهر ابتهالاته «روضه المختار طه»، «بذكر الله تنشرح الصدور»، «يا من بالوفا قد عودوني»، «قل لمن يفهم عني».

## فرقته
كوّن الهلباوي فرقته للإنشاد الديني عام 1980 بهدف الحفاظ على تراث فن الإنشاد الديني وأصوله وقواعده، بالتعاون مع د. سليمان جميل، شارك بعدها في العديدمن المهرجانات العربية والعالمية منها عام 1981 في قصر الثقافة الفرنسي بباريس للمشاركة في فعاليات مهرجان دول العالم الثالث للفن التلقائي، وفي عام 1985 نال وسام المشرق العربي بعد مشاركته في مهرجان المشرق العربي في باريس، وفي عام 1988 استضافه مهرجان الفنون التلقائية بين ثقافات العالم وثقافة مارسيليا بفرنسا، وفي عام 1995م تمت استضافته في باريس في مهرجان معهد العالم العربي، وفي عام 1998 استضافه مهرجان موسيقى «موزا» بأوبرا مرسيليا، وفي عام 2000 شارك في مهرجان الأكاديمية المصرية للفنون بالعاصمة الإيطالية «روما» وفي العام نفسه شارك في مهرجان موسيقى الأديان.